# Josico
José Joaquín Moreno Verdú "Josico", född 6 januari 1975 i Hellín, Albacete, är en spansk före detta fotbollsspelare.

## Karriär
- Albacete Balompié 95-98
- UD Las Palmas 98-02
- Villareal CF 02-08
- Fenerbahçe SK 08-09
- UD Las Palmas 09-11